# Nebenbestimmung
Die Nebenbestimmung stellt ein Handlungsinstrument des deutschen Verwaltungsrechts dar. Es handelt sich um einen Zusatz zu einem Verwaltungsakt, der dessen Regelungsinhalt erweitert oder beschränkt. Regelmäßig kommen Nebenbestimmungen zum Einsatz, wenn ein Bürger den Erlass eines Verwaltungsakts, etwa einer Baugenehmigung, beantragt. Liegen dessen Voraussetzungen nicht vor, können diese jedoch mithilfe einer zusätzlichen Regelung herbeigeführt werden, kann die Behörde den begehrten Verwaltungsakt mit der notwendigen Nebenbestimmung erlassen. Dies ermöglicht der Behörde, eine Entscheidung zu treffen, welche die Umstände des Einzelfalls in angemessener Weise berücksichtigt.
Die Grundlagen der Nebenbestimmung sind in § 36 des Verwaltungsverfahrensgesetzes (VwVfG) geregelt. Diese Bestimmung sieht fünf Formen der Nebenbestimmung vor: die Bedingung, die Befristung, den Widerrufsvorbehalt, die Auflage und den Auflagenvorbehalt. Darüber hinausgehend können speziellere Gesetze weitere Formen von Nebenbestimmungen vorsehen.
Auf welche Weise der Adressat eines Verwaltungsakts gegen eine Nebenbestimmung prozessual vorgehen kann, war in der Rechtswissenschaft äußerst strittig. Uneinigkeit herrschte darüber, ob eine Anfechtungs- oder eine Verpflichtungsklage statthaft ist. Die mittlerweile vorherrschende Auffassung geht davon aus, dass eine Nebenbestimmung losgelöst vom Verwaltungsakt angefochten werden kann, soweit sie von diesem prozessual und materiell abtrennbar ist.

## Entstehungsgeschichte
Nebenbestimmungen wurzeln in der Pandektenwissenschaft des 19. Jahrhunderts. Im Zuge der Entwicklung des deutschen Verwaltungsrechts wurden zivilrechtliche Rechtsinstitute, etwa die Bedingung und die Befristung, in das öffentliche Recht übertragen.

## Arten
Fünf typische Nebenbestimmungen zählt § 36 Absatz 2 VwVfG auf: die Befristung, die Bedingung, den Widerrufsvorbehalt, die Auflage und den Auflagenvorbehalt. Weitere Arten von Nebenbestimmungen können sich aus Spezialgesetzen ergeben.
Nach ihrem Inhalt können Nebenbestimmungen dahin unterschieden werden, ob sie eine eigenständige Regelung enthalten oder lediglich einen Teil des Verwaltungsaktes darstellen. Diese Unterscheidung ist im Wortlaut des § 36 Absatz 2 VwVfG angelegt, der zwischen dem Erlass eines Verwaltungsaktes mit einer Nebenbestimmung und der Verbindung eines Verwaltungsaktes mit einer Nebenbestimmung unterscheidet.

### Unselbständige Nebenbestimmungen
Um unselbständige Nebenbestimmungen handelt es sich, wenn die Bestimmung keine eigene Ge- oder Verbotsaussage enthält, sondern sich als Teil der Gesamtregelung darstellt. Sie berühren die unmittelbare Regelungsaussage des Verwaltungsaktes und werden nach dem Wortlaut des § 36 Absatz 2 VwVfG mit diesem erlassen. Daher bedürfen sie keiner Umsetzung, sind allerdings auch nicht vollstreckbar.

#### Befristung, § 36 Absatz 2 Nummer 1 VwVfG
Bei der Befristung wird die Geltung eines Verwaltungsakts in zeitlicher Hinsicht beschränkt. Damit besitzt diese Nebenbestimmung einen ähnlichen Zweck wie die zivilrechtliche Befristung nach § 163 des Bürgerlichen Gesetzbuchs (BGB).
Die Befristung knüpft die Regelungswirkung eines Verwaltungsakts an das Verstreichen eines Zeitraums. Die Wirksamkeit des Verwaltungsakts wird durch die Befristung indessen nicht berührt. Insbesondere schiebt eine Anfangsbefristung die Wirksamkeit des Verwaltungsakts nicht hinaus, denn der Verwaltungsakt wird gemäß § 43 Absatz 1 VwVfG in dem Zeitpunkt wirksam, in dem er bekannt gegeben wird.
Eine Befristung liegt beispielsweise vor, wenn ein Verwaltungsakt erst ab einem bestimmten zukünftigen Zeitpunkt wirksam sein soll. Dies bezeichnet die Rechtswissenschaft als aufschiebende Befristung.
Eine auflösende Befristung liegt vor, wenn ein Verwaltungsakt an einem bestimmten Zeitpunkt seine Wirksamkeit verlieren soll.
Schließlich liegt eine Befristung vor, wenn ein Verwaltungsakt über einen bestimmten Zeitraum hinweg Regelungswirkung entfalten soll.

#### Bedingung, § 36 Absatz 2 Nummer 2 VwVfG
Durch eine Bedingung wird die Regelungswirkung eines Verwaltungsakts an den Eintritt oder den Fortfall eines ungewissen zukünftigen Ereignisses geknüpft. Die Bedingung nach § 36 Absatz 2 Nummer 2 VwVfG ist an die zivilrechtliche Bedingung nach § 158 BGB angelehnt. Wie diese kann auch die Nebenbestimmung aufschiebend und auflösend ausgestaltet werden. So kann beispielsweise die Erteilung einer Baugenehmigung für eine Industrieanlage daran geknüpft werden, dass der Bauherr eine bestimmte Filteranlage verwendet.

#### Widerrufsvorbehalt, § 36 Absatz 2 Nummer 3 VwVfG
Die Verwaltung kann sich bei Erlass des Verwaltungsaktes auch den jederzeitigen Widerruf unter den näher bezeichneten Voraussetzungen vorbehalten. Erfolgt später der Widerruf, lässt dieser die Wirksamkeit des Verwaltungsaktes entfallen. Ein wirksamer Widerrufsvorbehalt ist gem. § 49 Absatz 2 Satz 1 Nr. 1 Var. 2 VwVfG Voraussetzung für einen entschädigungslosen Widerruf.
Einen Widerrufsvorbehalt kann eine Behörde beispielsweise einem Subventionsbescheid anfügen, um sicherzustellen, dass eine Subvention zu einem bestimmten Zweck genutzt wird. Gemäß § 6 Absatz 4 des Bundesbeamtengesetzes kann ferner beispielsweise die Beamtenernennung mit einem Widerrufsvorbehalt versehen werden.

### Selbständige Nebenbestimmungen
Selbständige Nebenbestimmungen enthalten eine eigene Regelungsaussage. Diese kann im Wege der Verwaltungsvollstreckung selbständig vollstreckt werden. Allerdings berühren sie die Wirksamkeit des Verwaltungsaktes und seine Regelungsaussage nicht. Eine selbstständige Nebenbestimmung wird gemäß § 36 Absatz 2 VwVfG mit einem Verwaltungsakt verbunden.

#### Auflage, § 36 Absatz 2 Nummer 4 VwVfG
Bei der Auflage nach § 36 Absatz 2 Nummer 4 VwVfG handelt es sich um die Nebenbestimmung, die in der Verwaltungspraxis die größte Bedeutung besitzt. Die Auflage verpflichtet den Bürger zu einer Handlung, einem Dulden oder einem Unterlassen. Damit stellt die Auflage einen eigenständigen Verwaltungsakt gemäß § 35 Satz 1 VwVfG dar. Der Begriff „Auflage“ wird im Verwaltungsrecht auch in anderen Zusammenhängen gebraucht. Ob eine Nebenbestimmung gemeint ist, ergibt sich durch Auslegung der als Auflage bezeichneten Formulierung.
Die Nichterfüllung einer Auflage kann zu deren Vollstreckung durch die Verwaltung führen. Bei nachhaltigen Verstößen kommt zudem ein Widerruf des mit der Auflage versehenen Verwaltungsakts gemäß § 49 Absatz 2 Satz 1 Nummer 2 VwVfG in Betracht.
Ihrem Regelungsinhalt nach besteht ein enger Zusammenhang zwischen Auflage und Bedingung. Der Unterschied zwischen beiden Nebenbestimmungsarten besteht in ihren Rechtsfolgen: Während der Eintritt oder Fortfall einer Bedingung den Regelungsinhalt des Verwaltungsakts beeinflusst, wirkt sich das Nichtbefolgen einer Auflage hierauf nicht aus. Der Jurist Friedrich Carl von Savigny beschrieb den Unterschied beider Nebenbestimmungsformen folgendermaßen: „Die Bedingung … suspendiert, zwingt aber nicht, der Modus (entspricht der Auflage) zwingt, suspendiert aber nicht“. Ist unklar, ob eine Nebenbestimmung eine Auflage oder eine Bedingung darstellt, geht die Praxis im Zweifel von einer Auflage aus, da diese aus Sicht des Bürgers eine geringere Belastung darstellt.
Begrifflich, nicht allerdings rechtlich, mit der Auflage verwandt ist die modifizierende Auflage. Eine solche liegt vor, wenn die Behörde einen Verwaltungsakt mit anderem Inhalt erlässt als dem, den der Bürger beantragt hatte. Dies trifft etwa zu, wenn der Bauherr eine Genehmigung für ein Gebäude mit Spitzdach beantragt, die Behörde jedoch lediglich ein Gebäude mit Flachdach genehmigt. Eine modifizierende Auflage ist mangels eigenen Regelungsgehalts nicht eigenständig vollstreckbar. Die Abgrenzung zwischen Auflage im Sinne des § 36 Absatz 2 Nummer 4 VwVfG und modifizierender Auflage erfolgt durch Auslegung nach dem objektiven Empfängerhorizont.

#### Auflagenvorbehalt, § 36 Absatz 2 Nummer 5 VwVfG
Durch einen Auflagenvorbehalt behält sich eine Behörde vor, einen Verwaltungsakt in Zukunft durch Auflagen zu ergänzen oder in diesem enthaltene Auflagen zu ändern.

## Voraussetzungen

### Spezialgesetze
Die Befugnis zum Erlass einer Nebenbestimmung kann sich aus Spezialgesetzen ergeben, die individuelle Voraussetzungen an die Zulässigkeit von Nebenbestimmungen anlegen. § 5 Absatz 1 des Gaststättengesetzes erlaubt der Genehmigungsbehörde etwa, die Gaststättenkonzession mit einer Auflage zu verbinden, sofern dies zu einem in der Rechtsnorm genannten Schutzzweck erfolgt. Gemäß § 15 Absatz 4 des Personenbeförderungsgesetzes darf die Erlaubnis zur Personenbeförderung nicht mit einem Widerrufsvorbehalt versehen werden. Andere Entscheidungen dürfen aufgrund ihrer Natur nicht mit einer Nebenbestimmung versehen werden. Dies trifft etwa auf Prüfungsentscheidungen und Beamtenernennungen zu.
Eine spezialgesetzliche Ermächtigung zum Erlass von Nebenbestimmungen liegt bei einer gebundenen Entscheidung nur vor, wenn die Norm einen Tatbestand enthält und als Rechtsfolge den Erlass von Nebenbestimmungen daran knüpft. Nicht ausreichend ist es, wenn das Gesetz lediglich feststellt, dass eine Nebenbestimmung ergehen darf. Dies ist lediglich ein Indiz dafür, dass grundsätzlich keine Bedenken bestehen, eine Genehmigung mit Nebenbestimmungen zu verbinden. Wegen der Wesentlichkeitstheorie reicht dies allein jedoch für den Erlass einer Nebenbestimmung nicht aus.

### § 36 VwVfG
Fehlen spezialgesetzliche Voraussetzungen, bildet § 36 VwVfG die Rechtsgrundlage für den Erlass einer Nebenbestimmung. Diese Rechtsnorm unterscheidet danach, ob der Erlass des begehrten Verwaltungsakts im Ermessen der Behörde steht.
Besteht kein Ermessensspielraum – handelt es sich also um eine gebundene Entscheidung – beurteilt sich die Zulässigkeit einer Nebenbestimmung nach § 36 Absatz 1 VwVfG. Um eine gebundene Entscheidung handelt es sich beispielsweise beim Erlass einer Baugenehmigung oder einer Gaststättenkonzession. Gemäß § 36 Absatz 1 VwVfG darf eine Nebenbestimmung ergehen, wenn sie sicherstellen soll, dass die Voraussetzungen für den Erlass des beantragten Verwaltungsakts vorliegen. Dies trifft zu, wenn durch die Auflage Umstände beseitigt werden sollen, die dem Erlass des Verwaltungsakts entgegenstehen. Der Erlass der Nebenbestimmung steht im Ermessen der Behörde.
Steht der Erlass des begehrten Verwaltungsakts im Ermessen der Behörde, so kann sie sich bei Erlass der Nebenbestimmung sowohl auf § 36 Absatz 1 VwVfG stützen, also eine Nebenbestimmung zur Sicherung der Tatbestandsvoraussetzungen erlassen, aber darüber hinaus auch nach pflichtgemäßem Ermessen gemäß § 36 Absatz 2 VwVfG eine Nebenbestimmung erlassen.
Begrenzt wird Ermessen der Behörde durch den Grundsatz der Verhältnismäßigkeit. Hiernach muss die Nebenbestimmung einem Zweck dienen, der in einem sachlichen Zusammenhang zur betroffenen Rechtsmaterie steht, sich zu dessen Förderung eignen, sowie erforderlich und angemessen sein. Weiterhin verbietet § 36 Absatz 3 VwVfG den Erlass einer Nebenbestimmung, die dem Zweck des Verwaltungsakts zuwiderläuft.

## Rechtsschutz gegen eine Nebenbestimmung
Welcher Rechtsbehelf gegen eine Nebenbestimmung statthaft ist, war in der Rechtswissenschaft äußerst strittig. Diskutiert wurde über einen langen Zeitraum hinweg, ob eine Nebenbestimmung mit einer Anfechtungs- oder einer Verpflichtungsklage angegriffen werden kann. Nach einem Grundsatzurteil des Bundesverwaltungsgerichts hat sich diese Streitfrage im Wesentlichen zugunsten der Anfechtungsklage geklärt. Uneinigkeit besteht allerdings noch dahingehend, welche spezifischen Anforderungen an Zulässigkeit und Begründetheit einer Anfechtungsklage gegen eine Nebenbestimmung anzulegen sind.

### Verpflichtungsklage
Nach einer Auffassung war allein die Verpflichtungsklage nach § 42 Absatz 1 Alternative 2 der Verwaltungsgerichtsordnung (VwGO) statthafter Rechtsbehelf, da der Kläger von einer Behörde ein ihn begünstigendes Handeln begehrt. Hiernach musste der Bürger auf den Erlass eines neuen Verwaltungsakts klagen, der die unerwünschte Nebenbestimmung nicht enthält.

### Vermittelnde Ansichten
Teilweise wurde vorgeschlagen, dass Auflage und Auflagenvorbehalt mit der Anfechtungsklage nach § 42 Absatz 1 Alternative 1 VwGO angegriffen werden können. Gegen die übrigen Nebenbestimmung wäre die Verpflichtungsklage statthaft. Diese Ansicht argumentierte damit, dass lediglich Auflage und Auflagenvorbehalt eigenständige Regelungsgehalte besitzen, die einer Anfechtung zugänglich sind.
Eine andere Ansicht unterschied danach, ob der Erlass des Verwaltungsakts im Ermessen der Behörde stand. Hatte der Bürger einen Anspruch auf Erlass eines Verwaltungsakts, konnte die Nebenbestimmung angefochten werden. Hatte die Behörde einen Ermessensspielraum, war lediglich die Verpflichtungsklage statthaft. Diese Differenzierung bezweckte, der Behörde ihren Entscheidungsspielraum zu erhalten.

### Anfechtungsklage
Nach vorherrschender Auffassung in Rechtsprechung und Forschung ist gegen alle Arten von Nebenbestimmungen grundsätzlich die Anfechtungsklage statthaft. Dies hat grundsätzlich gemäß § 80 Absatz 1 Satz 1 VwGO zur Folge, dass die Klage aufschiebende Wirkung hat, die Vollziehbarkeit der Nebenbestimmung also gehemmt ist.
Voraussetzung hierfür ist, dass Verwaltungsakt und Nebenbestimmung prozessual teilbar sind.
Prozessuale Teilbarkeit bezeichnet die Möglichkeit, Verwaltungsakt und Nebenbestimmung als eigenständige Gegenstände eines Gerichtsprozesses behandeln zu können. Sie ist nicht gegeben, soweit eine Anfechtung offensichtlich nicht möglich ist oder die Anfechtung erkennbar den Verwaltungsakt in einem wesentlichen Punkt veränderte.
Von der prozessualen Teilbarkeit unterscheidet sich die materielle Teilbarkeit. Diese stellt einen Aspekt der Begründetheit einer Anfechtungsklage gegen eine Nebenbestimmung dar. Sie liegt nach Auffassung des Bundesverwaltungsgerichts vor, wenn der Verwaltungsakt ohne Nebenbestimmung rechtmäßig ist und eine sinnvolle Regelung darstellt. Nach einer Gegenansicht besteht materielle Teilbarkeit lediglich bei gebundenen Entscheidungen, da andernfalls die Gefahr bestehe, dass der Behörde ein Verwaltungsakt aufgedrängt wird, den sie nicht erlassen wollte. Nach überwiegender Ansicht kann dies jedoch dadurch verhindert werden, dass der Behörde ein Korrekturermessen gemäß § 49 Absatz 2 Nummer 2 VwVfG analog eingeräumt wird.
Die Auffassung, welche die Anfechtungsklage als statthaften Rechtsbehelf gegen alle Nebenbestimmungen ansieht, argumentiert mit dem Wortlaut des § 113 Absatz 1 Satz 1 VwGO. Hiernach kann ein Verwaltungsakt aufgehoben werden, soweit er rechtswidrig ist und den Kläger in seinen Rechten verletzt. Der Begriff „soweit“ lässt also eine teilweise Aufhebung eines Verwaltungsakts zu. Außerdem könne die Behörde – auch bei Ermessensentscheidungen – gegebenenfalls eine neue, rechtmäßige Auflage erlassen oder den Verwaltungsakt aufheben. Ferner gefährdet der Bürger den Bestand seiner Genehmigung anders als bei einer Verpflichtungsklage nicht.